# Ingrid Mülleder
 Ingrid Mülleder  (* 7. April 1959 in Linz) ist eine österreichische Schauspielerin.

## Theater
Nach ihrer Ausbildung von 1980 bis 1984 an der Elisabethbühne (heute: Schauspielhaus Salzburg), startete Ingrid Mülleder 1984 mit ihrem ersten Engagement am Hessischen Landestheater Marburg. Es folgten viele weitere Engagements an Landesbühnen und Stadttheatern – so u. a. in Esslingen am Neckar, Hannover, Coburg, Pforzheim – sowie Bühnenauftritte für die Westfälische Kammerspiele in Paderborn. Sie spielte für das Freilichttheater in Bad Vilbel und war für mehrere Spielzeiten Mitglied des Ensembles der Schlossfestspiele Ettlingen. Verschiedene Tourneen – u. a. mit dem Erfolgsmusical „Sophies Welt“ nach dem gleichnamigen Bestseller von Jostein Gaarder in dem sie den „Dr. Freud“ spielte und sang – führten sie durch Deutschland, Österreich und die Schweiz.
2001 engagierte der Regisseur und Theaterintendant Heribert Sasse Ingrid Mülleder an das Schloßparktheater, wo sie bis zum Ende seiner Intendanz blieb und in seiner Regie die „Katharina Binder“ in Schnitzlers Liebelei und dann die „Valerie“ in Horváths Geschichten aus dem Wiener Wald spielte.
2009 stand Ingrid Mülleder auf der Bühne der Komödie am Kurfürstendamm und spielte dort die weibliche Hauptrolle in der Landgraf Tourneeproduktion „Die spanische Fliege“ in der Inszenierung von Jürgen Wölffer.
2012 steht Ingrid in der Komödie Winterhuder Fährhaus für das Stück „Kalender Girls“ in der Hauptrolle „Annie“ (Inszenierung: Martin Woelffer)in Hamburg auf der Bühne.

## Film & Fernsehen
Neben ihrer Theaterarbeit ist Ingrid Mülleder seit Jahren auch als Schauspielerin für Film und Fernsehen tätig. 2011 stand sie für den TV-Thriller Bissige Hunde in der Rolle der Bürgermeisterin vor der Kamera.
Sie drehte zuvor schon für Fernsehproduktionen wie Schicksalsjahre, Beate Uhse – Das Recht auf Liebe, Die Erfinderbraut, Im Alleingang – Die Stunde der Krähen.
Seit 2007 bereicherte sie außerdem die Casts diverser, auch preisgekrönter, Kurzfilme (u. a. A human request, Nichts von Bedeutung).

## Extras
Ingrid Mülleder sprach und synchronisierte zahlreiche Hörbuch- und Hörspiel-Produktionen (u. a. „Astra obscura“, „Onkel Toms Hütte“, „Die Odyssee“). Dem österreichischen Publikum ist ihre Stimme zudem von den Hörstationen verschiedener Landesausstellungen bekannt.

## Filmografie
- 1995: Der König – Tod in Raten
- 2000: Hinter Gittern – Der Frauenknast (Fernsehserie, Folge Verwirrte Gefühle)
- 2007: Making Art (Kurzfilm)
- 2007: Der Augenblick (Kurzfilm)
- 2007: Das Perfekte Dinner (Kurzfilm)
- 2007: A human request (Kurzfilm)
- 2008: Der Lacher (Kurzfilm)
- 2009: Nichts von Bedeutung (Kurzfilm)
- 2009: Human Kapital
- 2009: Vergissmeinicht (Kurzfilm)
- 2009: Leo und Pepe (Kurzfilm)
- 2010: 2030 – Aufstand der Jungen (Fernsehfilm)
- 2010: Kollegium – Klassenkampf im Lehrerzimmer (Fernsehserie)
- 2010: Heimweh (Kurzfilm)
- 2010: Ingredienzien (Kurzfilm)
- 2010: Der alte Mann und die WG (Kurzfilm)
- 2011: Schicksalsjahre (Fernsehfilm)
- 2011: Beate Uhse – Das Recht auf Liebe (Fernsehfilm)
- 2011: Ewig und drei Tage (Kurzfilm)
- 2012: Bissige Hunde (Fernsehfilm)
- 2012: Im Alleingang – Die Stunde der Krähen (Fernsehfilm)
- 2012: Gilberti’s Curiositäten (Kurzfilm)
- 2013: Geier (Kurzfilm)
- 2013: Die Erfinderbraut (Fernsehfilm)
- 2013: Die Blendung (Kurzfilm)
- 2013: Heimkehr (Kurzfilm)
- 2013: Taugenichts (Kurzfilm)
- 2013: Exitus (Kurzfilm)
- 2013: Nacht über Berlin (Fernsehfilm)
- 2014: Freddy/Eddy
- 2014: Ein Fall von Liebe (Fernsehserie, Folge Das Luder)
- 2014: Weiter als der Ozean (Fernsehfilm)
- 2015: Hangover in High Heels (Fernsehfilm)
- 2015: SOKO Wismar (Fernsehserie, Folge Der Fall Königsberg)
- 2016: Die Toten vom Bodensee – Stille Wasser
- 2017: Die Toten vom Bodensee – Die Braut
- 2017: Inga Lindström – Kochbuch der Liebe (Fernsehfilm)